# Karczewiec (Rybno)
Karczewiec (do 1945 r. Neusorge) – część wsi Rybno w Polsce, która położona jest w województwie warmińsko-mazurskim, w powiecie mrągowskim, w gminie Sorkwity, przy drodze wojewódzkiej nr 600. W latach 1975–1998 Karczewiec administracyjnie należał do województwa olsztyńskiego.

## Historia
Dawny folwark, istniał przed 1900 r. Przed 1939 r. była tu owczarnia ze specjalizacją rasy Merino. Po 1945 był tu PGR, należący administracyjnie do sołectwa Rybno